# ريح الليلة
ريح الليلة هو فيلم من نوع دراما أُصدر في 1999.  الفيلم من إخراج فيليب جاريل، أما السيناريو فكان من كتابة كزافييه بوفوا وMarc Cholodenko ‏ وفيليب جاريل وArlette Langmann ‏.

## طاقم التمثيل
- كاترين دينوف
- كزافييه بوفوا
- انيتا اشقر  [لغات أخرى]‏
- Daniel Pommereulle  [لغات أخرى]‏
- جاك لاسال  [لغات أخرى]‏
- بيير فورست  [لغات أخرى]‏
- Stuart Seide  [لغات أخرى]‏
- دانيال دوفال

## الإنتاج
موسيقى الفيلم التصويرية كانت من تأليف جون كيل، وأُصدرت الموسيقى التصويرية في ألبوم يدعى Le Vent de la nuit ‏.

## وصلات خارجية
- ريح الليلة على موقع IMDb (الإنجليزية)
- ريح الليلة على موقع روتن توميتوز (الإنجليزية)
- ريح الليلة على موقع ألو سيني (الفرنسية)
- ريح الليلة على موقع Turner Classic Movies (الإنجليزية)
- ريح الليلة على موقع أول موفي (الإنجليزية)
- ريح الليلة على موقع فيلمافينيتي (الإسبانية)
- ريح الليلة على موقع قاعدة بيانات الأفلام السويدية (السويدية)
- ريح الليلة على موقع قاعدة بيانات الفيلم (الإنجليزية)
- ريح الليلة على موقع ليتربوكسد (الإنجليزية)
- ريح الليلة على موقع كينوبويسك (الروسية)